# ワイヤード論理接続

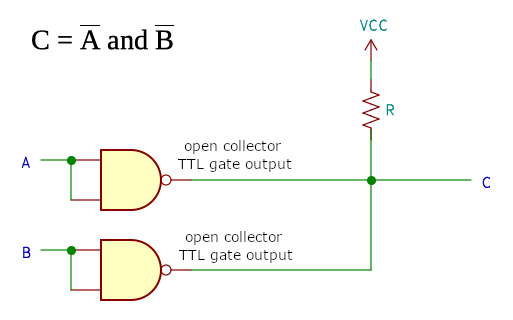
オープンコレクタ出力を使ったワイヤードAND

ワイヤード論理接続（wired logic connection）は、ダイオードと抵抗器のような能動素子と受動素子だけを使ってブール代数を実装する論理ゲートである（ダイオードの代わりにTTLゲートのオープンコレクタ出力を使うこともできる）。
ワイヤード論理接続は、ANDゲートとORゲートを作ることができる。
しかし、NOTゲートを作ることができず、電圧レベルの回復もできないという制約がある。

## ワイヤードAND接続

ダイオードと抵抗器を使ったワイヤードAND接続

ワイヤードAND接続は、ANDゲートの一種である。この機能を実現するために1つのプルアップ抵抗と1入力毎に1個のダイオードを使用している。
電源から供給される正電圧は、出力Cから離れて行く方向へ向けられる。そして、入力に向かって接続されたダイオードを経由してAとBへ向かう。
H（電源電圧と同じあるいはより高い電圧）が全ての入力に適用されたとき、電源電圧は出力へ向かう。
ワイヤードANDゲートは、任意の数の入力が可能である。
出力Cは、真理値表に従って、入力AとBによって決定される。
| 入力 | 入力 | 出力    |
| ---- | ---- | ------- |
| A    | B    | A AND B |
| 0    | 0    | 0       |
| 0    | 1    | 0       |
| 1    | 0    | 0       |
| 1    | 1    | 1       |

ダイオードの代わりに複数のTTLゲートのオープンコレクタ出力を結合してもワイヤードANDと同じ機能を実現できる。
ワイヤードANDの機能は、TTLゲート出力を共通のコレクタプルアップ抵抗と単純に結合することによって実現できる。

## ワイヤードOR接続

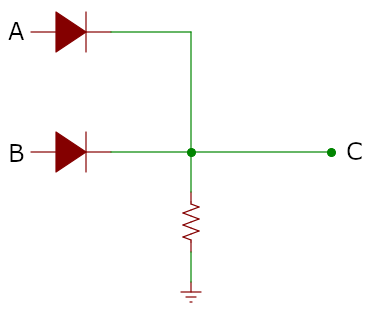
ダイオードと抵抗器を使ったワイヤードOR接続

ワイヤードOR接続（ワイヤードOR接続の図）は、1つのプルダウン抵抗と入力毎に1つのダイオードを使って、ORゲートのブール代数演算を電気的に実行する。
各入力電圧は対応するダイオードを通過して直接出力Cに向かう。
全ての入力電圧がLならば、出力もLになる。
AND接続で登場した正電圧の電源は、OR接続においてグラウンドに置き換わる。
さらにANDゲートと比べてダイオードの位置関係に注意すること。
AND接続と同様にOR接続は、任意の数の入力と1つだけの出力が可能である。
出力Cは、真理値表に従って、入力AとBによって決定される。
| INPUT | INPUT | OUTPUT |
| ----- | ----- | ------ |
| A     | B     | A OR B |
| 0     | 0     | 0      |
| 0     | 1     | 1      |
| 1     | 0     | 1      |
| 1     | 1     | 1      |

## ワイヤードANDとワイヤードORの相互変換
ワイヤードANDは、入力と出力を全て負論理にすることによって負論理のワイヤードORに変換できる。その逆も可能である。
例えば、
1. {\displaystyle C=AandB}
2. {\displaystyle {\overline {C}}={\overline {AandB}}}（両辺を否定）
3. {\displaystyle {\overline {C}}={\overline {A}}or{\overline {B}}}（ド・モルガンの法則による）

このため、ワイヤードANDをワイヤードORに変換できたことになる。

## ダイオードを使ったワイヤードANDとワイヤードORの互換性
ダイオードを使ったワイヤードANDとワイヤードORに関して、出力電圧がダイオードの電圧降下によってずれることに注意するべきである。そのため、主要なロジック・ファミリとおそらく互換性がない。